# Kalambo
Kalambo je rijeka u središnjoj Africi. Duga svega 50 km rijeka u svom toku čini dio granice između Tanzanije i Zambije. Kalambo izvire u brdima sjeveoistočno od grada Mbala u Zambiji, na nadmorskoj visini od oko 1800 m, te se nakon gotov pravocrtnog toka ulijeva u jezero Tanganjika na nadmorskoj visini od 770 m.
Na rijeci se nalaze 235 m visoki, slapovi Kalambo, drugi po visini u Africi. Slapovi su poznati kao važan arheološki lokalitet, u kojem su pronađeni brojni ostaci prapovijesnih naseobina čovjeka.